# Prozac+
I Prozac+ sono stati un gruppo musicale punk rock italiano, in attività dal 1995 al 2007. Il nome del gruppo deriva dal nome commerciale di un farmaco antidepressivo, la fluoxetina (Prozac).

## Storia
I Prozac+ si formano a Pordenone nel 1995. Il nucleo originale del gruppo comprende Gian Maria "GM" Accusani, Eva Poles ed Elisabetta Imelio a cui si aggiungono, di volta in volta, altri musicisti per le esibizioni dal vivo. Nell'estate, dopo soli tre concerti, il gruppo viene ingaggiato dalla Vox Pop, all'epoca una delle più importanti etichette indipendenti italiane.
Gian Maria Accusani, chitarrista, voce e compositore di tutte le canzoni del gruppo, aveva già avuto alcune esperienze nell'ambito della musica alternativa nel progetto The Great Complotto suonando nei Futuritmi con il musicista e fumettista Davide Toffolo, successivamente leader dei Tre Allegri Ragazzi Morti.

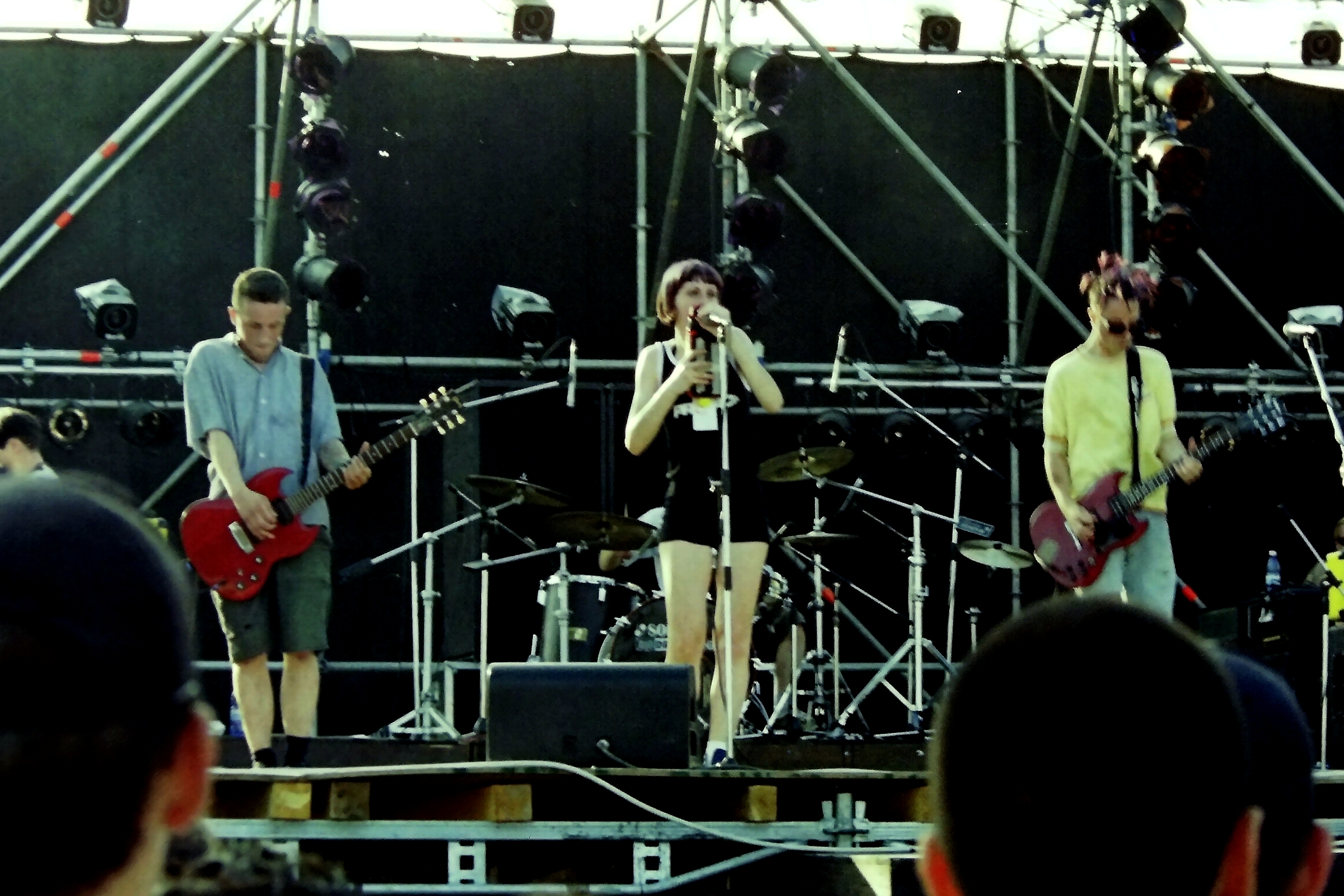
I Prozac+ al Beach Bum Festival di Jesolo Lido nel luglio del 1996

Nel 1996 esce il primo album Testa plastica, dal quale vengono tratti i singoli promozionali Legami / Niki e Pastiglie. Nonostante le buone critiche ottenute, il disco non ottenne un grande successo commerciale anche a causa di problemi con la distribuzione. I Prozac+ iniziarono comunque un lungo tour promozionale di circa 200 concerti, che si conclude nell'estate del 1997.
Sempre nel 1997 esce la ristampa di Testa plastica, contenente la cover della canzone dei Violent Femmes Gone Daddy Gone.
Con la chiusura della Vox Pop, nel settembre del 1997, il gruppo entra sotto l'egida dell'etichetta EMI Music, che acquisisce il catalogo e i contratti Vox Pop, e ha l'occasione di fare da spalla agli U2 nelle due tappe italiane del loro PopMart Tour, a Roma e Reggio Emilia.
Il successo per il gruppo arriva comunque nel 1998 con l'uscita del secondo album Acido Acida e con il singolo Acida, che grazie al suo stile punk rock diventò un vero e proprio tormentone, trasmesso più volte dalle radio e dalle TV musicali, nonostante il tentativo di censurare il video e la canzone da parte del Giurì dei Pubblicitari, in quanto considerato da alcuni avvocati come "incitante all'uso di droga".
L'album vende oltre 175 000 copie e il suo successo viene confermato dagli altri due singoli Colla e GM.
Nel 1999 i Prozac+ si prendono un periodo di riposo, interrotto da 6 concerti in Spagna.
Nel 2000 esce il terzo album 3Prozac+, che ottiene un successo inferiore al precedente ma che viene comunque ben accolto dai più stretti appassionati della band friulana. Con l'uscita di questo disco i Prozac+ tentano di proporre la loro musica anche all'estero, esce infatti un'edizione di 3Prozac+ con i loro brani più celebri tradotti in inglese ma senza grandi risultati.
Preceduto dal singolo Il mondo di Piera, nel 2002 esce il quarto album Miodio, e nel 2004, dopo un anno di pausa, l'album Gioia nera.
Il 9 marzo 2007 esce la raccolta The Best Platinum Collection, contenente 22 canzoni della band e pubblicata dalla EMI Music. Il 15 settembre i Prozac+ si esibiscono agli MTV Days con il batterista Mario Riso, per pubblicizzare il progetto umanitario Rezophonic. Eseguono il brano Acida. Questa è l'ultima esibizione dal vivo dei Prozac+, ma la band non ha mai dichiarato di essersi sciolta; nonostante ciò il sito ufficiale è stato chiuso.
In occasione del ventennale di Acido Acida la band si è riunita per due concerti: il primo tenutosi al Magnolia di Milano il 26 maggio 2018, con un'ottima risposta di pubblico, il secondo a Treviso il 31 agosto 2018.
La bassista Elisabetta Imelio è deceduta il 29 febbraio 2020 a 44 anni dopo una lunga lotta contro un tumore al seno.
Il 29 maggio 2024 i Metallica durante un loro concerto a Milano suonano una cover di Acida.

## Progetti paralleli
Gian Maria ed Elisabetta hanno fondato il gruppo Sick Tamburo, con cui hanno pubblicato a maggio 2009 un primo album omonimo e nel novembre 2011 A.I.U.T.O., seguiti poi dall'EP La mia mano sola nel 2012, dai full length Senza vergogna nel 2014 e Un giorno migliore nel 2017.
Poles è attiva con il progetto Rezophonic di Mario Riso ed ha pubblicato il suo primo album Duramadre nel 2012, alternando la carriera solista a quella di insegnante di musica e, di recente, anche di DJ.

## Stile musicale
Il successo dei Prozac+ fu dovuto anche alla particolare presenza scenica della cantante principale Eva Poles e della bassista Elisabetta Imelio. Gian Maria Accusani era seconda voce e polistrumentista (chitarra, batteria, percussioni), nonché compositore, arrangiatore e paroliere della gran parte delle canzoni. I testi di Accusani sono spesso basati su storie reali di disagio personale e collettivo. I temi (piuttosto pessimisti) ricorrenti sono le droghe, la solitudine, l'inconsapevolezza e il malessere esistenziale.
Dal punto di vista degli arrangiamenti, i brani sono fortemente caratterizzati dalla chitarra ritmica di Accusani (tipicamente una Gibson SG Diavoletto).

## Formazione
Ultima formazione
- Eva Poles – voce solista, chitarra (1995-2007, 2018)
- Gian Maria Accusani – chitarra, voce, batteria (1995-2007, 2018)
- Elisabetta Imelio – basso, terza voce (1995-2007, 2018)
- Carlo Bonazza – batteria (2000-2002, 2018)

Altri musicisti
- Simon Ciampa – chitarra (1995-1997, 2000-2001)
- Mirco Biasutti – chitarra (1998, 2002)
- Aurelio De Santis – chitarra (2000)
- Paolo Parigi – batteria (1995-1998, 2003-2004)
- Raffaello Pavesi – batteria (1998-2000)
- Giacomo Macelloni – batteria (2004-2005)

## Discografia

### Album in studio
- 1996 - Testa plastica
- 1998 - Acido Acida
- 2000 - 3Prozac+
- 2002 - Miodio
- 2004 - Gioia nera

### Raccolte
- 2007 - The Best Platinum Collection (EMI, CD)
- 2011 - The EMI Album Collection (EMI Music, CD)
- 2012 - Essential (EMI Music, CD)

### EP
- 1997 - Baby EP

### Singoli
- 1996 - Legami / Niki (Vox Pop, 7", promo)
- 1996 - Pastiglie (Vox Pop, CD, promo)
- 1997 - Gone Daddy Gone / Betty Tossica (Vox Pop, 7", promo)
- 1998 - Acida (EMI, CD, 12")
- 1998 - GM (EMI, CD)
- 1998 - Colla (EMI, CD)
- 2000 - Angelo
- 2000 - Superdotato
- 2001 - Cagna
- 2002 - Tainted Love
- 2002 - Il mondo di Piera
- 2003 - Un minuto per sempre
- 2004 - Luca
- 2004 - Sono un'immondizia

## Videografia

### Video musicali
| Anno | Titolo               | Regista/i        |
| ---- | -------------------- | ---------------- |
| 1996 | Pastiglie            | Opificio Ciclope |
| 1998 | Acida / Acid         | Opificio Ciclope |
| 1998 | GM                   | Opificio Ciclope |
| 1998 | Colla                | Opificio Ciclope |
| 2000 | Angelo / Angel       | Giangi Magnoni   |
| 2000 | Superdotato          | Opificio Ciclope |
| 2001 | Cagna / Liar         | Paolo Ameli      |
| 2002 | Tainted Love         |                  |
| 2002 | Il mondo di Piera    |                  |
| 2003 | Un minuto per sempre | Giangi Magnoni   |
| 2004 | Luca                 | Marco Gentile    |
| 2004 | Sono un'immondizia   | Davide Toffolo   |